# 大殿英武
大殿 英武（だいでん えいぶ、1970年9月8日 - ）は、青森県青森市出身で大鵬部屋に所属した元大相撲力士。本名は伊藤 英武（いとう えいぶ）。身長175cm、体重127kg。得意手は左四つ、下手投げ。趣味は音楽鑑賞。最高位は西十両13枚目（1994年3月場所）。

## 人物
青森市立甲田中学校時代は柔道部に所属し、全国大会に出場するなど活躍した。中学卒業時に角界入りを希望していたが、身長が足らずに一旦は断念し、青森県立青森北高等学校に進学した。しかし、大鵬親方（元横綱・大鵬）から「身長が伸びたら来なさい」と言われたことで、身長が規定に達したため高校を中退して上京し、大鵬部屋に入門した。1986年9月場所に初土俵を踏んだ。
入門前の相撲経験はほとんどなかったものの、立合いからの素早い出足で期待され三段目上位まで順調に番付を上げたが、左眼の網膜剥離を患い番付を下降させ、一時は復調したが今度は右眼も網膜剥離を患い引退を考えた時期もあった。しかし、師匠の励ましもあり不屈の闘志で番付を上げ幕下に定着した。そして1994年3月場所には十両に昇進した。左四つが得意で、右前褌を取ると力を発揮した。また、足腰が強く土俵際に攻められても粘り強かった。しかし新十両の場所は本来の相撲がほとんど取れず5勝10敗と負け越し幕下に陥落した。その後、網膜剥離・腰痛・痛風のトリプルパンチに見舞われ低迷。十両復帰を目指して長く幕下、三段目で相撲を取っていたが2001年5月場所を最後に現役を引退した。

## エピソード
- 学生時代は学業も成績優秀だった。高校を中退し大鵬部屋に入門する際には、高校から授業料の免除も打診されたという。
- 幕下時代に名乗った砲岩の四股名は、本人が大のプロレス好きでアメリカ人プロレスラーのハルク・ホーガンに由来する。

## 主な戦績
- 生涯成績：324勝286敗14休  勝率.531
- 十両成績：5勝10敗  勝率.333
- 現役在位：89場所
- 十両在位：1場所

### 場所別成績
| | 一月場所 初場所（東京）   | 三月場所 春場所（大阪） | 五月場所 夏場所（東京） | 七月場所 名古屋場所（愛知） | 九月場所 秋場所（東京） | 十一月場所 九州場所（福岡） |
| --- | ------------------------- | ----------------------- | ----------------------- | --------------------------- | ----------------------- | --------------------------- |
| 1986年 （昭和61年） | x                         | x                       | x                       | x                           | （前相撲）              | 東序ノ口48枚目 4–3          |
| 1987年 （昭和62年） | 西序ノ口7枚目 4–3         | 東序二段108枚目 3–4     | 東序二段121枚目 3–4     | 東序二段134枚目 4–3         | 西序二段98枚目 3–4      | 西序二段112枚目 6–1         |
| 1988年 （昭和63年） | 東序二段43枚目 休場 0–0–7 | 西序二段114枚目 4–3     | 西序二段89枚目 5–2      | 西序二段48枚目 5–2          | 西序二段11枚目 7–0      | 東三段目27枚目 1–6          |
| 1989年 （平成元年） | 西三段目61枚目 3–4        | 東三段目76枚目 3–4      | 東三段目96枚目 4–3      | 東三段目74枚目 2–5          | 西序二段2枚目 6–1       | 東三段目48枚目 3–4          |
| 1990年 （平成2年） | 東三段目67枚目 休場 0–0–7 | 西序二段27枚目 5–2      | 西三段目89枚目 5–2      | 西三段目60枚目 6–1          | 東三段目13枚目 4–3      | 東三段目筆頭 4–3            |
| 1991年 （平成3年） | 西幕下48枚目 3–4          | 東三段目2枚目 6–1       | 東幕下33枚目 1–6        | 西三段目2枚目 4–3           | 東幕下47枚目 4–3        | 東幕下36枚目 4–3            |
| 1992年 （平成4年） | 東幕下28枚目 2–5          | 東幕下46枚目 5–2        | 東幕下29枚目 4–3        | 東幕下20枚目 3–4            | 西幕下28枚目 3–4        | 東幕下38枚目 4–3            |
| 1993年 （平成5年） | 西幕下28枚目 5–2          | 東幕下17枚目 1–6        | 東幕下46枚目 6–1        | 東幕下21枚目 5–2            | 東幕下10枚目 5–2        | 東幕下3枚目 4–3             |
| 1994年 （平成6年） | 東幕下2枚目 4–3           | 西十両13枚目 5–10       | 東幕下6枚目 1–6         | 西幕下33枚目 3–4            | 東幕下46枚目 5–2        | 東幕下31枚目 6–1            |
| 1995年 （平成7年） | 東幕下13枚目 5–2          | 西幕下5枚目 3–4         | 西幕下11枚目 1–6        | 東幕下35枚目 3–4            | 東幕下45枚目 6–1        | 東幕下21枚目 2–5            |
| 1996年 （平成8年） | 西幕下40枚目 6–1          | 東幕下19枚目 4–3        | 西幕下13枚目 4–3        | 西幕下8枚目 4–3             | 東幕下6枚目 2–5         | 西幕下18枚目 6–1            |
| 1997年 （平成9年） | 東幕下6枚目 4–3           | 西幕下4枚目 2–5         | 東幕下17枚目 3–4        | 東幕下26枚目 4–3            | 西幕下17枚目 5–2        | 東幕下9枚目 4–3             |
| 1998年 （平成10年） | 西幕下5枚目 1–6           | 西幕下27枚目 3–4        | 東幕下39枚目 3–4        | 東幕下50枚目 6–1            | 西幕下24枚目 4–3        | 東幕下19枚目 3–4            |
| 1999年 （平成11年） | 西幕下31枚目 6–1          | 西幕下13枚目 3–4        | 西幕下22枚目 3–4        | 東幕下29枚目 3–4            | 東幕下35枚目 4–3        | 西幕下28枚目 2–5            |
| 2000年 （平成12年） | 東幕下41枚目 3–4          | 東幕下52枚目 2–5        | 西三段目11枚目 4–3      | 西幕下59枚目 2–5            | 西三段目23枚目 6–1      | 西幕下42枚目 1–6            |
| 2001年 （平成13年） | 東三段目9枚目 4–3         | 東幕下59枚目 4–3        | 西幕下49枚目 引退 2–5–0 | x                           | x                       | x                           |
| 各欄の数字は、「勝ち-負け-休場」を示す。 優勝 引退 休場 十両 幕下 三賞：敢=敢闘賞、殊=殊勲賞、技=技能賞 その他：★=金星 番付階級：幕内 - 十両 - 幕下 - 三段目 - 序二段 - 序ノ口 幕内序列：横綱 - 大関 - 関脇 - 小結 - 前頭（「#数字」は各位内の序列） |                           |                         |                         |                             |                         |                             |

## 改名歴
- 伊藤 英武（いとう えいぶ）1986年9月場所-1988年5月場所
- 砲岩 英武（ほうがん -）1988年7月場所-1992年5月場所
- 大殿 英武（だいでん -）1992年7月場所-2001年5月場所